# Teleskoperande serie
Teleskoperande serie eller teleskopsumma är en matematisk serie med egenskapen att nästan alla termer tar ut varandra när serien summeras. Låt {\displaystyle (a_{n})_{n=1}^{\infty {}}} vara en talföljd. En teleskoperande summa är en summa på formen
{\displaystyle \sum _{n=1}^{m}a_{n}-a_{n+1}}.
Ett enkelt induktionsbevis visar att
{\displaystyle \sum _{n=1}^{m}a_{n}-a_{n+1}=a_{1}-a_{m+1}}.
Om vi dessutom antar att {\displaystyle \lim _{n\rightarrow {}\infty }a_{n}=L} får vi
{\displaystyle \sum _{n=1}^{\infty {}}a_{n}-a_{n+1}=\lim _{m\rightarrow {}\infty {}}\sum _{n=1}^{m}a_{n}-a_{n+1}=\lim _{m\rightarrow {}\infty {}}a_{1}-a_{m+1}=a_{1}-L}
varav summan är konvergent och lika med {\displaystyle a_{1}-L}.
Ett enkelt exempel är serien
{\displaystyle \sum _{n=2}^{\infty }{\frac {1}{n(n-1)}}=\lim _{N\rightarrow \infty }\sum _{n=2}^{N}{\frac {1}{n(n-1)}}=\lim _{N\rightarrow \infty }{\frac {1}{2}}+{\frac {1}{6}}+{\frac {1}{12}}+...+{\frac {1}{N(N-1)}}}
där man kan skriva om varje term enligt
{\displaystyle {\frac {1}{n(n-1)}}={\frac {n-(n-1)}{n(n-1)}}={\frac {1}{n-1}}-{\frac {1}{n}}}.
Genom att sätta in detta i serien får man nu
{\displaystyle \sum _{n=2}^{\infty }{\frac {1}{n-1}}-{\frac {1}{n}}=\lim _{N\rightarrow \infty }1-{\frac {1}{2}}+{\frac {1}{2}}-{\frac {1}{3}}+{\frac {1}{3}}-{\frac {1}{4}}+...+{\frac {1}{N-1}}-{\frac {1}{N}}=\lim _{N\rightarrow \infty }1-{\frac {1}{N}}=1}.